# Resident Evil: Resistance
Resident Evil: Resistance (укр. Оселя зла: Спротив, яп. バイオハザード レジスタンス) — відеогра у жанрі survival horror, розроблена Neobards Entertainment та видана Capcom 3 квітня 2020 року як мережеве доповнення до Resident Evil 3. Гра розгортається навколо чотирьох вцілілих, які змагаються проти одного ляльковода, який може створювати пастки, ворогів та інші загрози. Події гри розгортаються під час спалаху епідемії в Раккун-Сіті, в ній з'являються деякі персонажі з Resident Evil 2 і 3, проте гра не є каноном у серії. Критики неоднозначно оцінили гру, критикуючи її за незбалансованість, технічні проблеми та відсутність виділених серверів.

## Сюжет
Події гри відбуваються у 1998 році, незадовго до або під час знищення Раккун-Сіті, коли розвідувальний відділ компанії Амбрелла викрав кількох цивільних. Відправлені на об'єкт «NEST2», вони змушені боротися з низкою мутантів за дорученням керівництва Амбрелли, щоб довести ефективність проєкту t-Virus, розробленого компанією.

### Вцілілі
- Семюел Джордан — боксер, який був змушений залишити бокс після травми. Він записався на медичне тестування в Umbrella Pharmaceuticals, сподіваючись повернутися до боксу. Натомість його забрали до NEST2 для тестування біоорганічної зброї;

- Валері Хармон — студентка хімічного факультету Університету Раккун-Сіті. Під час навчання на магістратурі Валері стажувалася в лабораторії NEST2. Вона досліджувала загадкові проблеми з пам'яттю свого сусіда по кімнаті. Вона привернула увагу Амбрелли та була викрадена для участі в експериментах;

- Тайрон Генрі — пожежник пожежної служби Раккун-Сіті. Він потрапив до NEST2 після того, як прибув на виклик щодо пожежі на об'єкті Амбрелли U.S.A.;

- Дженвері Ван Сант — хакерка, якій було доручено знайти інформацію про співпрацю між компанією Umbrella U.S.A. та поліцією Раккун-Сіті. Після того, як її викрили, вона була викрадена Амбреллою і привезена до NEST2;

- Бекка Вулетт — паркова рейнджерка, яка виросла на околиці округу Арклей. Її викликали розслідувати волання біля Мармурової річки. На Бекку напала зграя Церберів, біоорганічної зброї Амбрелли. Вона пережила напад і була доставлена Амбреллою до об'єкта NEST2;

- Мартін Сендвіч — механік, який працював на неназвану компанію з виробництва медичного обладнання. Під час ремонту в Меморіальній лікарні Спенсера він випадково побачив заховану там дослідницьку лабораторію, яка належала Амбреллі. Згодом його викрали, щоб зробити піддослідним у NEST2;

- Джилл Валентайн — після того, як керівництво поліції Раккун-Сіті звільнило її через розслідування незаконної діяльності компанії Амбрелла, Джилл починають снитися жахливі «сни», в яких вона та інші вцілілі стикаються з неосяжними жахіттями. Поступово Джилл усвідомлює, що ці кошмари відбуваються насправді.

### Ляльководи
- Даніель Фаброн — співробітник розвідувального підрозділу і колега докторки Алекс Вескер. З її допомогою його робота полягає в усуненні загроз для компанії;

- Алекс Вескер — головна дослідниця, Алекс підбирає піддослідних і проводить експерименти, доповідаючи про свої результати Озвеллу Е. Спенсеру;

- Аннет Біркін — вірусолог, Аннет Біркін була запрошена Алекс Вескер до команди після значного внеску в дослідження G-вірусу;

- Озвелл Е. Спенсер — один із засновників компанії Амбрелла, Озвелл Е. Спенсер вперто опирається усвідомленню власної смертності. Він був заінтригований звітами Алекс про мутацію вірусу, що надає надлюдські здібності без зміни фізіології суб'єкта, і вирішив сам взяти участь в експериментах;

- Микола Зінов'єв — бере участь у цих експериментах виключно з фінансових міркувань. Досвід найманця зробив з нього вправного стрільця та проникливого опортуніста. Навіть якщо вцілілим вдасться вислизнути з його обіймів, невдовзі на них полюватиме невблаганний Немезис.

## Розробка та випуск
Resistance став першим проєктом, розробленим студією Neobards Entertainment. Хоча студія була створена у 2017 році, багато її співробітників раніше працювали над різними проєктами з Capcom, зокрема над Onimusha: Warlords. Розробка Resistance розпочалася у 2017 році командою з приблизно 120 осіб, які працювали у двох офісах у Тайбеї та Сучжоу. Ідея створення ляльковода, який використовує камери спостереження для стеження за вцілілими, була натхненна фіксованими ракурсами камер у перших іграх серії Resident Evil. Гра функціонує на власному рушію RE Engine від Capcom. Анонс відбувся на Tokyo Game Show 2019 року під назвою Project Resistance. Бета-версія вийшла для Steam й PlayStation 4 31 березня 2020 року.
Resistance вийшла в комплекті з рімейком Resident Evil 3 і була випущена 3 квітня 2020 року, оскільки Capcom вважала, що Resident Evil 3 сама по собі не має достатньо контенту, як рімейк Resident Evil 2. Capcom підтримувала гру додатковими оновленнями та завантажуваним контентом до липня 2020 року. Серед них — надання вцілілим гравцям можливості грати за Джилл Валентайн, новий набір костюмів, який дозволяє вцілілим гравцям переодягнутися в Леона Кеннеді і Клер Редфілд з рімейку Resident Evil 2. В іншому оновленні з'явився персонаж Ніколай Зінов'єв як ляльковод, завдяки якому гравці можуть викликати Немезис та керувати ним. Ніколай розглядався як потенційний персонаж ще на ранніх стадіях розробки. Патч, який зосередився на коригуванні балансу, був випущений 19 червня 2020 року. Підтримка гри завершилася фінальним патчем, випущеним 8 жовтня 2020 року.

## Рецензії
| Агрегатор  | Оцінка |
| ---------- | ------ |
| Metacritic | 64/100 |

| Видання   | Оцінка |
| --------- | ------ |
| IGN       | 6/10   |
| Shacknews | 6/10   |

Resistance отримала «змішані або посередні відгуки» від критиків. IGN розкритикували гру за незбалансованість і брак графічного розмаїття. Shacknews критикували гру за погану якість підключення, оскільки вона не має власних виділених серверів. Замість цього, гравець, який грає за ляльковода, є хостом гри, що призводить до того, що гравці, які грають за вцілілих, опиняються залежними від якості з'єднання ляльковода. Окрім того, було зафіксовано велику кількість технічних проблем, які, за словами гравців, робили Resistance майже непридатною до гри. Редактор Wccftech Натан Бірч розкритикував включення в гру мікротранзакцій і лутбоксів.